# 開心少女組
開心少女組是香港的一個活躍於1980年代至1990年代的女子團體。

## 簡介
1985年，黄百鸣因推出其《开心鬼》第二辑《开心鬼放暑假》而将其发掘的四位少女艺人袁洁莹、罗美薇、陈加玲、傅明宪组成开心少女组。
其后袁洁莹、罗美薇、陳加玲为正式开心少女组成员，并推出唱片《开心鬼放暑假》《開心樂園》。後來因罗美薇离开新藝城，组合成員改為袁洁莹、陈加玲、何佩兒、林颖娴，推出唱片《开心油戏》。
而同期新艺城的少女艺人尚有李丽珍、罗明珠、柏安妮 (前兩者是開心鬼放暑假前作《開心鬼》的女主角）等，后人亦常常将她们并入为开心少女组之内，这些女孩以健康、活潑的形象，深受青年學子們的喜愛，成為當年香港年輕人的青春偶像。

## 参演的作品
- 1984-《开心鬼》（罗明珠、李丽珍、林珊珊）
- 1985-《为你钟情》（李丽珍、罗明珠、柏安妮）
- 1985-《开心鬼放暑假》（袁洁莹、罗美薇、陈加玲、傅明宪、黎姿）
- 1985-《开心乐园》（李丽珍、罗明珠、柏安妮、袁洁莹、罗美薇、陈加玲）
- 1986-《開心鬼撞鬼》（袁洁莹、陈加玲、林颖娴、何佩儿）
- 1986-《天灵灵地灵灵》（柏安妮、陈加玲）
- 1986-《飞跃羚羊》（袁洁莹、黎姿、罗明珠、陈加玲、柏安妮、林颖娴）
- 1986-《八喜临门》（李丽珍、罗美薇）
- 1986-《痴心的我》（罗美薇、李丽珍）
- 1987-《鬼马校园》（李丽珍、何佩儿、陈松齡）
- 1987-《你ok我ok》（李丽珍、罗美薇）
- 1987-《开心勿语》（袁洁莹、陈加玲、柏安妮）
- 1989-《我未成年》（李丽珍、袁洁莹、温碧霞、陈加玲、何佩儿）
- 1990-《开心鬼救开心鬼》（李丽珍、袁洁莹、罗美薇、陈加玲）

## 專輯
- 《開心少女組》(1985年)
  1. 開心放暑假 (電影"開心鬼放暑假"主題曲)
  2. 願你說一句
  3. 十八樓樓下
  4. 良師頌 (電影"開心鬼放暑假"插曲)
  5. 仲夏情歌
  6. 不管你是誰
  7. 偶像 Poster
  8. 天真的愛情 (電影"開心鬼放暑假"插曲)
  9. 全為愛你
  10. 一千個陽光晚上

- 《開心樂園》(1985年)
  1. 開心樂園
  2. 明天
  3. 羅卷七十二小時
  4. 初戀情懷
  5. 隔別兩方
  6. 你愛他他愛你
  7. 步操曲
  8. 古怪樂隊
  9. 再不易忘記
  10. 開心到老
  11. 情人新地
  12. 開心的少女

- 《開心油戲》(1986年)
  1. 新的一天 - 陳嘉玲 袁潔瑩 何佩兒 林穎嫺
  2. 快樂歌 - 陳嘉玲 袁潔瑩 何佩兒 林穎嫺 (電影《開心鬼撞鬼》插曲)
  3. 禮拜六 - 陳嘉玲 袁潔瑩 何佩兒 林穎嫺
  4. 癡心願你知 - 陳嘉玲 袁潔瑩 何佩兒 林穎嫺
  5. 薩裏羅拉的迷宮 - 何佩兒
  6. 一彎明月 - 陳嘉玲 (電影《開心鬼撞鬼》插曲)
  7. 戀愛學神 - 陳嘉玲 袁潔瑩 何佩兒 林穎嫺
  8. 這種心理 - 陳嘉玲 袁潔瑩 何佩兒 林穎嫺
  9. 天靈靈地靈靈 - 陳嘉玲 (電影《天靈靈地靈靈》主題曲)
  10. 愛的一課 - 袁潔瑩
  11. 只因我認真過 - 何佩兒